# Hermitage (Sint-Petersburg)

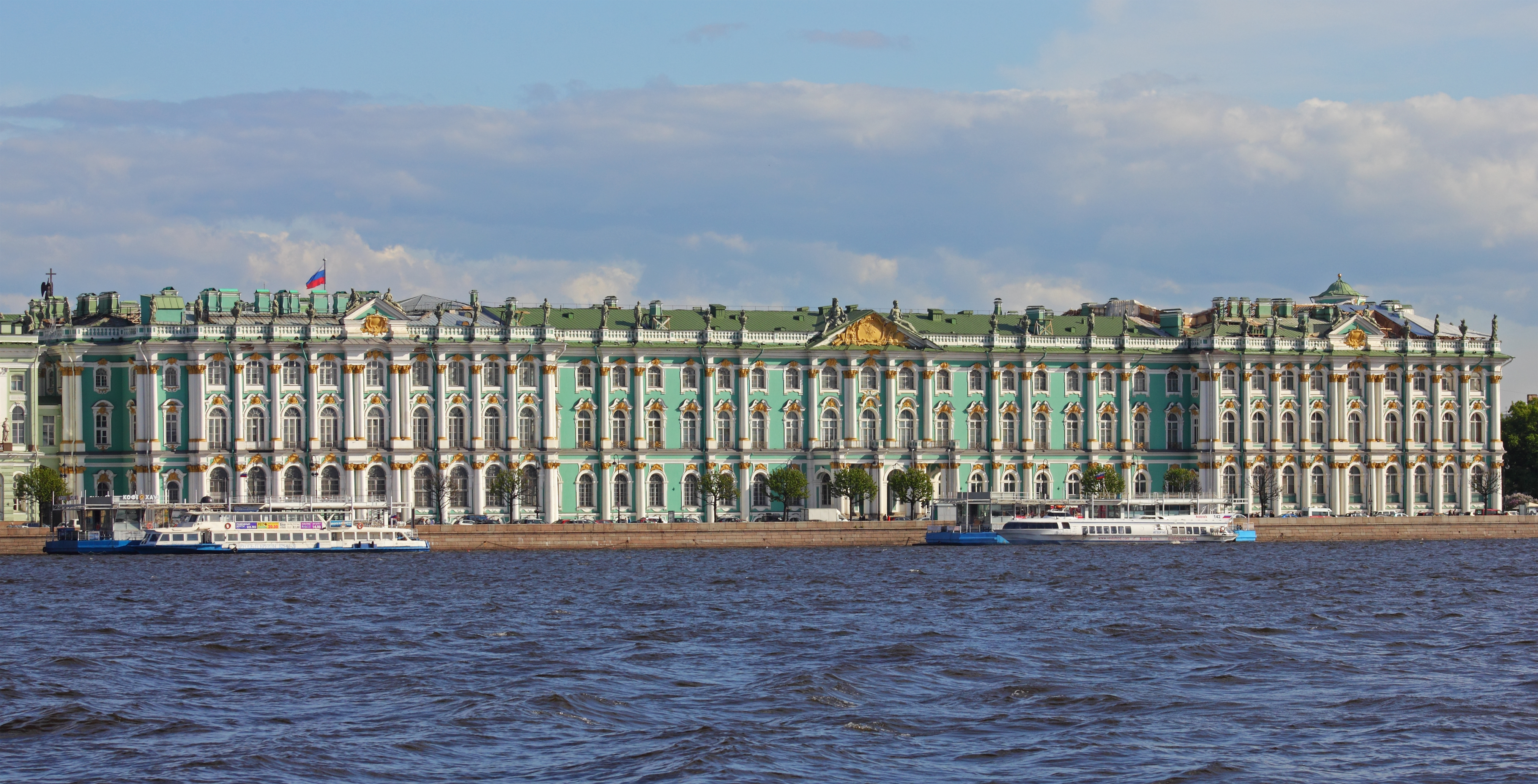
Het Winterpaleis, een onderdeel van de Hermitage

De Hermitage (Russisch: Государственный Эрмитаж, Gosoedarstvennyj Ermitazj) in Sint-Petersburg is een van de grootste en omvangrijkste kunst- en cultuurhistorische musea in de wereld. De totale collectie omvat een verzameling uit de Oudheid (onder andere Egypte), de Middeleeuwen en de latere kunst en cultuur, zowel van het westen als het oosten. Ook archeologische vondsten en kunst uit Azië en de Russische cultuur van de 8e eeuw tot de 19e eeuw zijn goed vertegenwoordigd. Zij omvat meer dan 3 miljoen objecten, verzameld in iets meer dan 2,5 eeuw. Men zegt dat daarvan slechts 5% aan het publiek getoond kan worden.

## Geschiedenis

### Ontstaan
Het museum is ontstaan in 1764 uit de verzameling van Catharina de Grote, die ruim 300 schilderijen ontving van Johann Ernst Gotzkowsky, omdat hij niet aan zijn verplichtingen kon voldoen. Daarnaast liet zij duizenden schilderijen bij veilingen en uit collecties in West-Europa kopen. Hiermee breidde zij de collectie aanzienlijk uit, die tsaar Peter de Grote was begonnen. De verschillende opvolgers van Catharina de Grote vergrootten de verzameling verder met vele aankopen. Het museum werd onder tsaar Nicolaas I in 1852 voor het publiek opengesteld.
De tsarina liet in 1745 meerdere katten in het paleis toe, zodat deze op ongedierte konden gaan jagen. Anno 2020 leven er ongeveer 70 katten in het complex om de collectie tegen vraat te beschermen. Deze katten worden verzorgd door drie vaste medewerkers.

### Eerste Wereldoorlog
De collectie werd gedurende de Eerste Wereldoorlog, voor de zekerheid, gestald in Moskou. Het gebouw deed dienst als hospitaal. Eerst in 1921 kreeg de collectie weer haar plek in de Hermitage terug.

### Communistische revolutie
Tijdens de Revolutie van 1917 werd de tsaar afgezet en werden alle paleizen, inclusief kunstwerken, genationaliseerd en werden Hermitage en Winterpaleis tot museum verklaard. Gedurende de jaren daarna, tot 1930, werden eveneens talloze privécollecties in geheel Rusland toegevoegd of tot museum verklaard.
Aangezien Moskou weer de hoofdstad moest zijn, werden in 1927, na uitgebreide onderhandelingen, rond 500 objecten van de Hermitage naar Moskou verscheept. Hieronder waren werken van  Rembrandt, Rubens, Van Dyck, Nicolas Poussin en Paolo Veronese. In de vroege jaren 30 gebeurde hetzelfde met nog eens 70 schilderijen.
Intussen verkocht een communistische organisatie, Antiquariat, in het geheim, tussen 1929 en 1932, Rembrandts Pallas Athene, Portret van Titus en Portret van een oude man aan de Armeense miljonair Calouste Gulbenkian in Portugal, en Een Poolse edelman, Meisje met een bezem en Portret van een vrouw met een corsage aan de Amerikaanse minister van financiën, miljonair en kunstverzamelaar Andrew Mellon, en ten slotte Petrus verloochening van Christus aan het Rijksmuseum - in totaal 7 schilderijen van Rembrandt. Ook de "Annunciatie" van Jan van Eyck werd aan Mellon verkocht en kwam zo in de collectie van de National Gallery of Art in Washington terecht. Het is het enige authentieke werk van Jan van Eyck dat zich in de Verenigde Staten bevindt. Alles bij elkaar verloor de Hermitage in die periode 50 werken van topschilders.

### Tweede Wereldoorlog
Het museum overleefde het Beleg van Leningrad in de periode 1941-1944 (zij het met enige schade aan het gebouw), ondanks Hitlers opdracht om de gehele stad te vernietigen. De topstukken van de collectie werden toen tijdelijk ondergebracht in een gebied achter de Oeral. In november 1945 werd de Hermitage opnieuw voor het publiek toegankelijk. Evenwel duurde het herstel van door artillerievuur en luchtbommen getroffen gebouwen nog enige jaren.

### Verzamelaarscollecties
In 1948 ontving de Hermitage 316 schilderijen vanuit het kort voor de oorlog gesloten Staatsmuseum voor Nieuwe Kunst (nu Poesjkinmuseum) in Moskou. Deze schilderijen uit eind 19e, begin 20e eeuw van schilders zoals Claude Monet, Pierre-Auguste Renoir, Paul Cézanne, Henri Matisse en Pablo Picasso waren afkomstig van de Moskouse industriëlen en kunstverzamelaars Sergej Sjtsjoekin en Ivan Morozov.

## Huisvesting

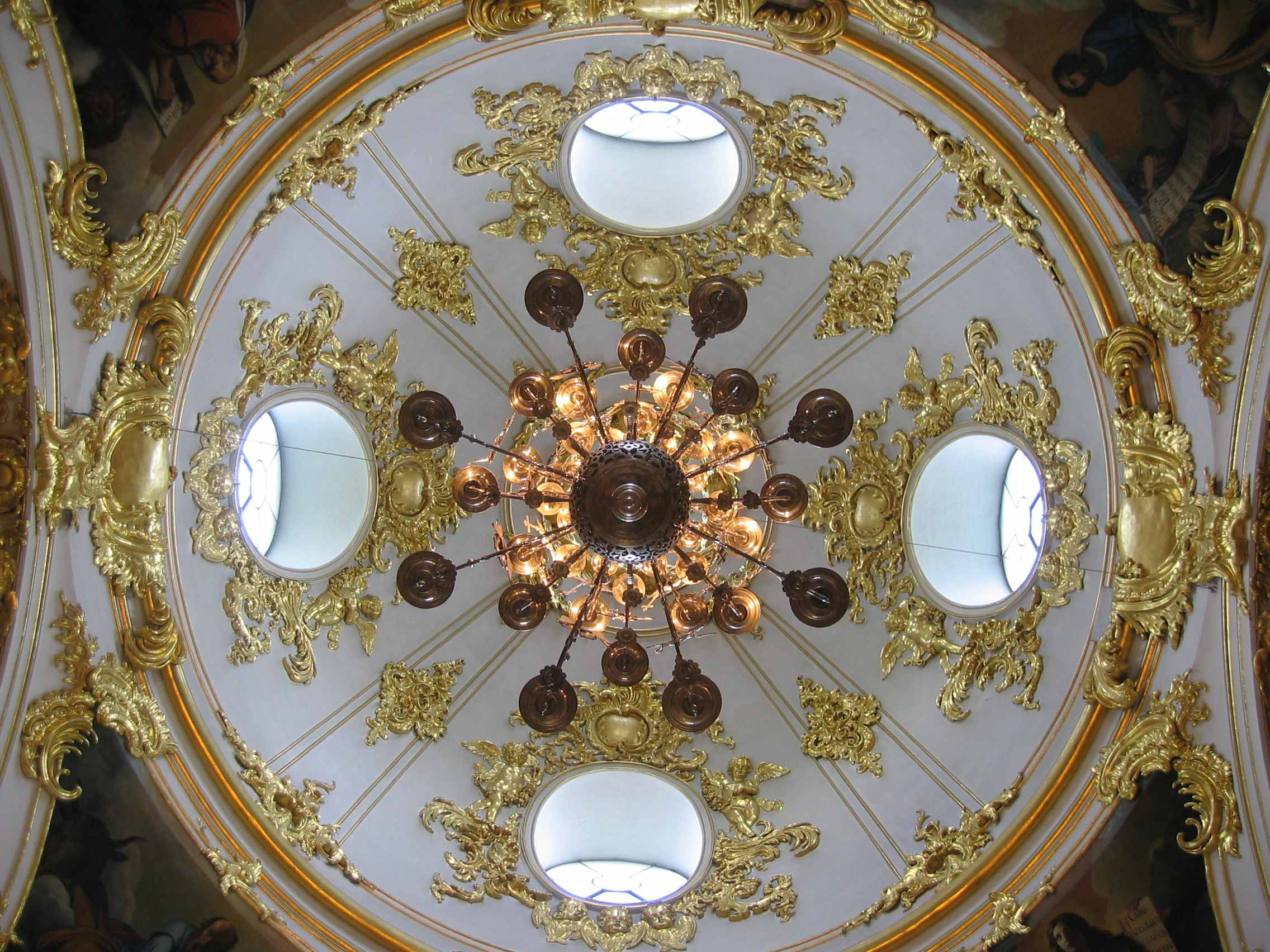
Koepel in de Hermitage

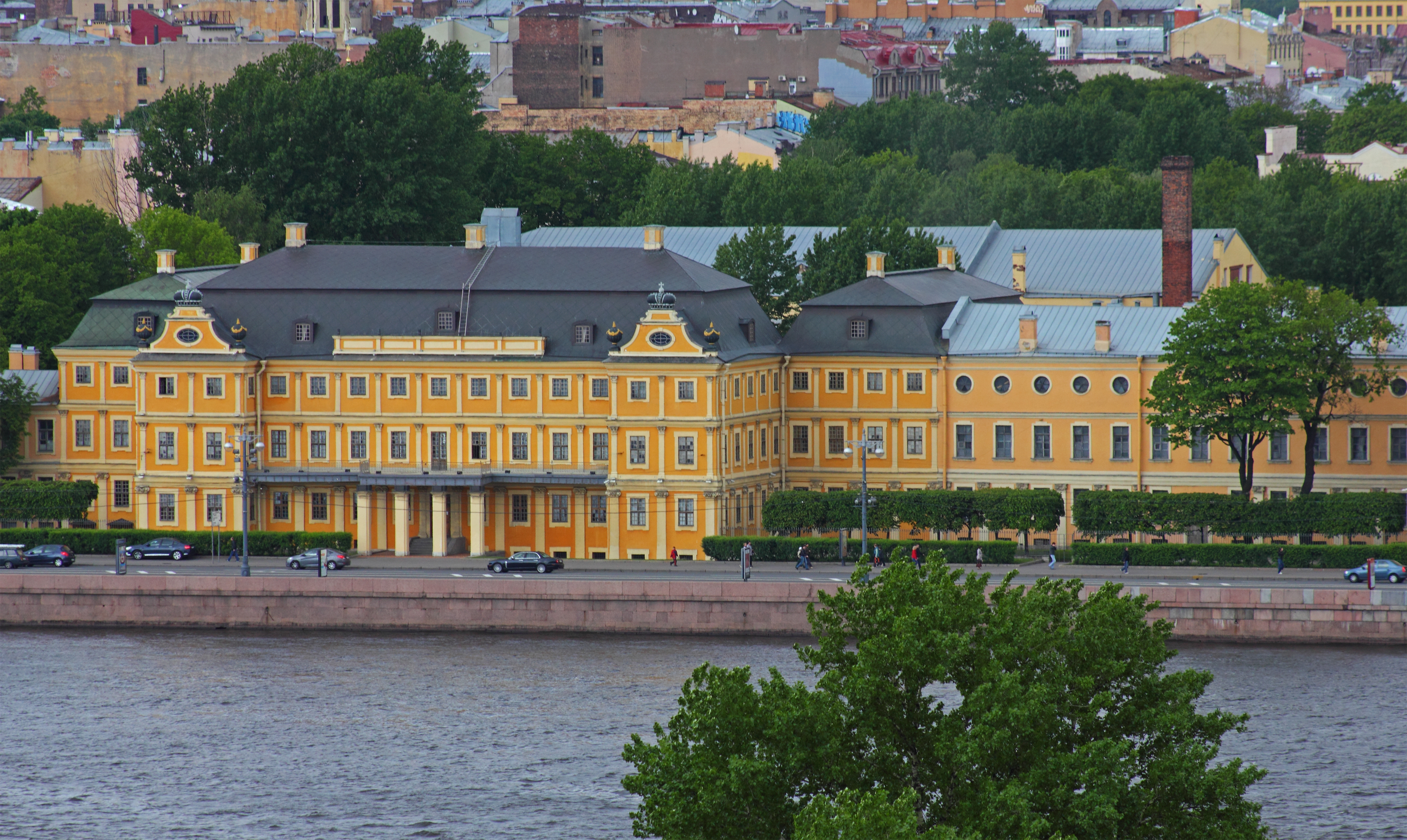
Mensjikovpaleis, dependance van de Hermitage

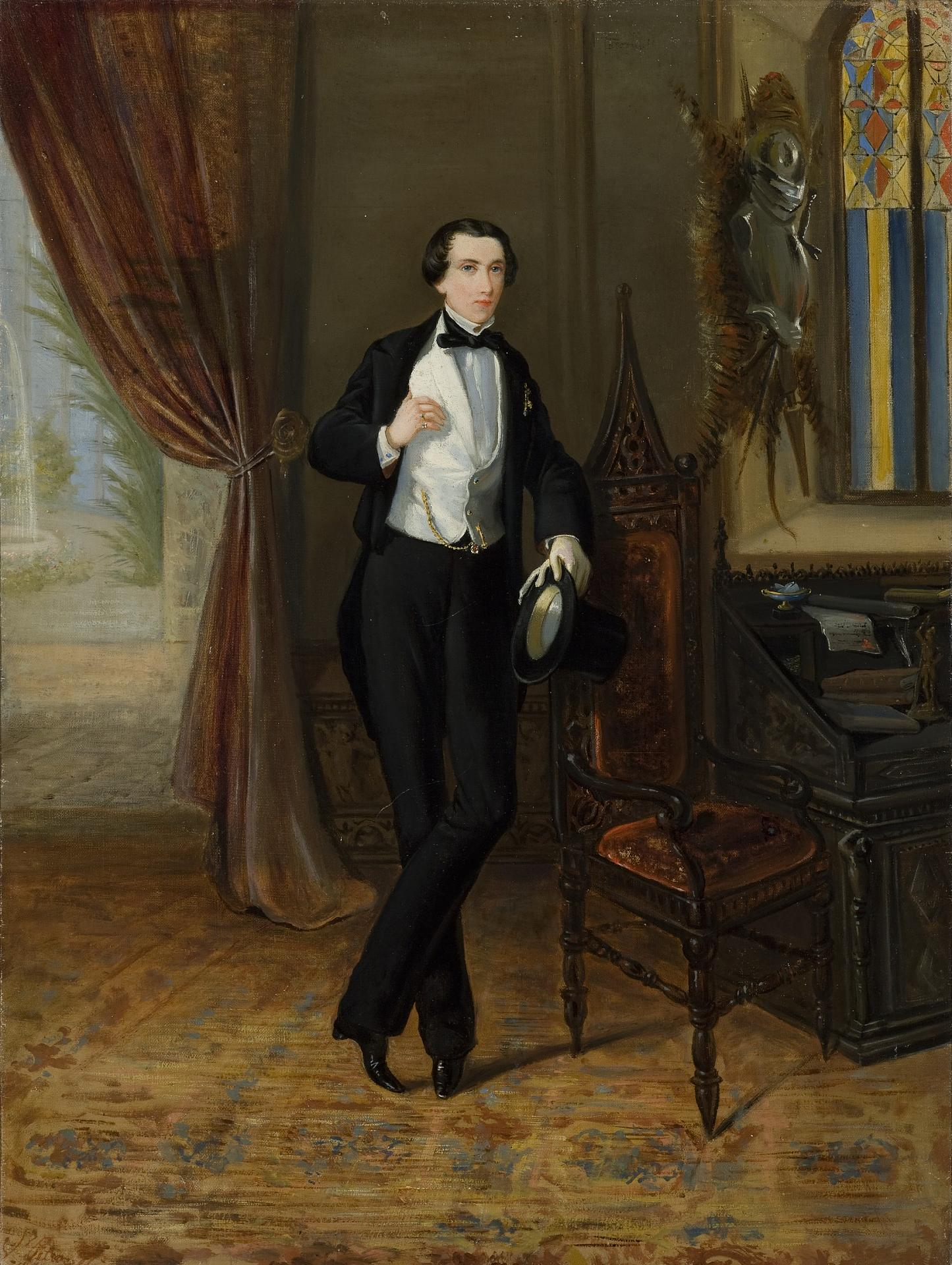
Portret van Nikolay Borisovich Yusupov door Vincenzo Petrocelli, 1851

### Hoofdvestiging
De Hermitage is gehuisvest in een aantal architectonisch interessante gebouwen:
- het Mensjikovpaleis (1710-1727), verschillende West-Europese architecten, onder wie Domenico Trezzini en Bartolomeo Rastrelli
- het Winterpaleis (1754-1762), architect Francesco Bartolomeo Rastrelli
- de Kleine Hermitage (1764-1767), architect Jean-Baptiste Vallen-Delamot
- de Oude Hermitage (1771-1787), architect Joeri Matvejevitsch Felten
- het Hermitagetheater (1783-1787), architect Giacomo Quarenghi
- de Nieuwe Hermitage (1839-1852), architect Leo von Klenze

### Dependances
- Hermitage Rooms in Somerset House in Londen. De dependance werd geopend in 2000 en in 2007 weer gesloten, wegens achterblijvende publieke belangstelling.
- Guggenheim Hermitage Museum in Las Vegas (Nevada) van 2001 tot 2008.
- Hermitage Amsterdam (tot 2022). In 2004 werd vooruitlopend op de gereedkoming van de definitieve dependance een voorlopige vestiging geopend. Na voltooiing van de ombouw van de Amstelhof tot museum/expositieruimte opende Hermitage Amsterdam zijn poorten op 20 juni 2009. De samenwerking werd in 2022 ontbonden vanwege de internationale sancties tegen Rusland tijdens de Russisch-Oekraïense oorlog. De naam werd in september 2023 veranderd in H'ART Museum.
- Hermitage-Kazan Exhibition Center in Kazan in het oosten van Europees Rusland aan de Wolga is geopend in 2005.
- Ermitage Italia in Ferrara (Noord-Italië) in het Castello Estense is geopend in 2007.
- Hermitage-Vyborg Center in Vyborg, bij Sint-Petersburg is geopend in 2010.

## Collectie
De collectie van de Hermitage bestaat uit meerdere afdelingen, waaronder:
- Prehistorische, oud-Griekse, oud-Romeinse kunst
- Archeologische vondsten uit Oost-Europa en Siberië
- Treasure Gallery; het goud van de Scythen
- Westerse Europese (schilder)kunst
  - tekeningen uit West-Europa; onder andere
  - Italiaanse schilderkunst van de 13e t/m de 18e eeuw; onder anderen Da Vinci, Rafaël, Giorgione, Titiaan, Michelangelo, Caravaggio
  - Nederlandse schilderkunst van de 15e t/m de 17e eeuw; onder anderen Rembrandt, Vincent van Gogh
  - Spaanse schilderkunst van de 15e t/m de 20e eeuw; onder anderen José de Ribera, Francisco de Zurbarán, Velazquez, El Greco, Goya, Pablo Picasso
  - Engelse schilderkunst van de 16e en de 17e eeuw
  - Duitse schilderkunst van de 16e t/m 20e eeuw; onder anderen Lucas Cranach de Jongere
  - Vlaamse schilderkunst van de 17e t/m de 18e eeuw; onder anderen Peter Paul Rubens
  - Franse schilderkunst van de 15e t/m de vroege 20e eeuw; onder anderen Paul Gauguin, Henri Matisse, Pierre-Auguste Renoir
  - Franse beeldhouwkunst; onder anderen Henri Matisse, Auguste Rodin
- Oosterse kunst; van het oude Egypte tot Japan
- Russische kunst en cultuur
- Het Arsenaal; wapens en wapenuitrustingen
- Numismatiek
- Porselein uit Sint Petersburg (1744 – 1925)

### Rembrandtschilderijen in de Hermitage
Het museum bezit met 20 exemplaren een van Europa's grootste en belangrijkste schilderijencollecties van Rembrandt (Rijksmuseum: 22). Een van de bekendste is het naakt Danaë. In 1985 ging een verwarde bezoeker het schilderij te lijf met zwavelzuur. De Hermitage beschikt over meer dan 100 schilderijen die op naam staan van een leerling.
- Staande acteur (1630/1631)
- Portret van een geleerde (1631)
- De Aanbidding van de drie Koningen (1632)
- Saskia als Flora (1634)
- De Kruisafname (1634)
- Het Offer van Izaäk (1635)
- Danaë (1636)
- De Parabel van de werkers van het elfde uur (1637)
- Portret van Baertje Martens (1640)
- David en Jonathan (1642)
- De Heilige Familie met Engelen (1645)
- Landschap met een ruiter (1648-1650)
- Winterlandschap (circa 1650/1654)
- Portret van een oude Jood (1654)
- Portret van een oude vrouw (1654)
- Jonge vrouw met oorbellen (1657)
- Portret van Jeremias de Decker (1660)
- Portret van een man (1661)
- Haman erkent zijn lot (circa 1665)
- Terugkeer van de Verloren Zoon (circa 1668)

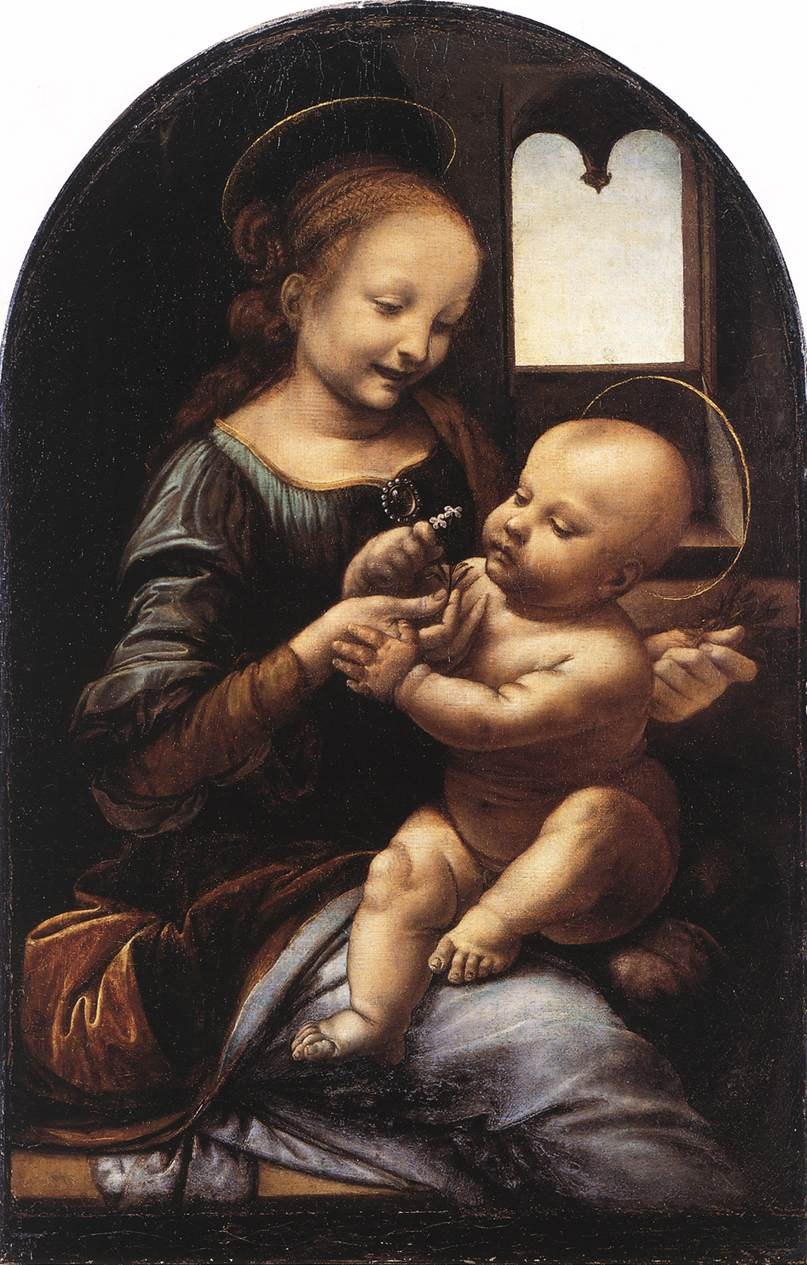
Madonna Benois ca. 1478-1480, van Leonardo da Vinci
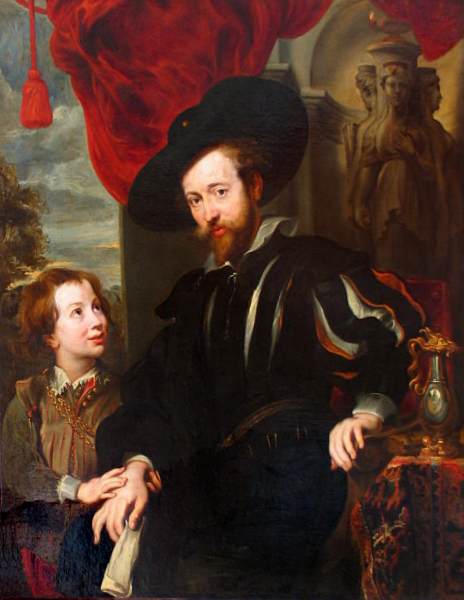
Zelfportret van Peter Paul Rubens in de Hermitage
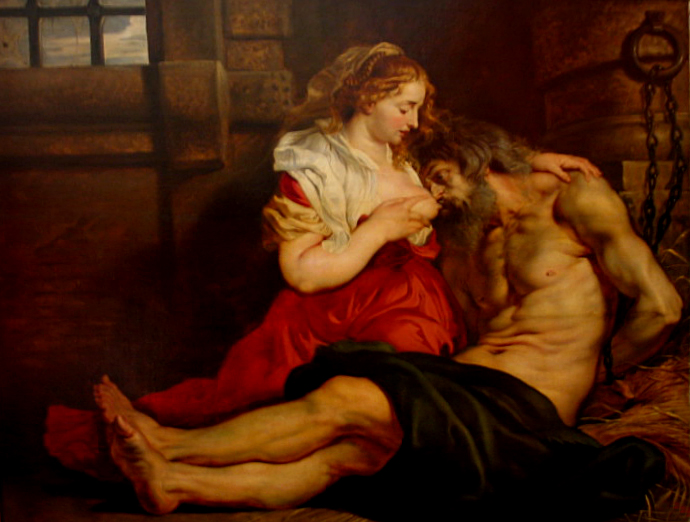
"Romeinse Liefdadigheid" van Peter Paul Rubens
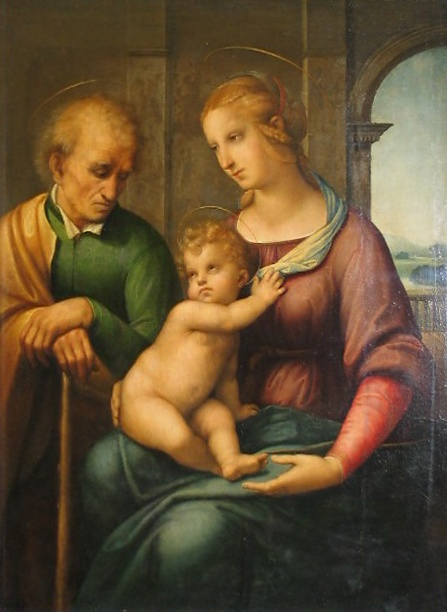
"De Heilige Familie" van Rafaël
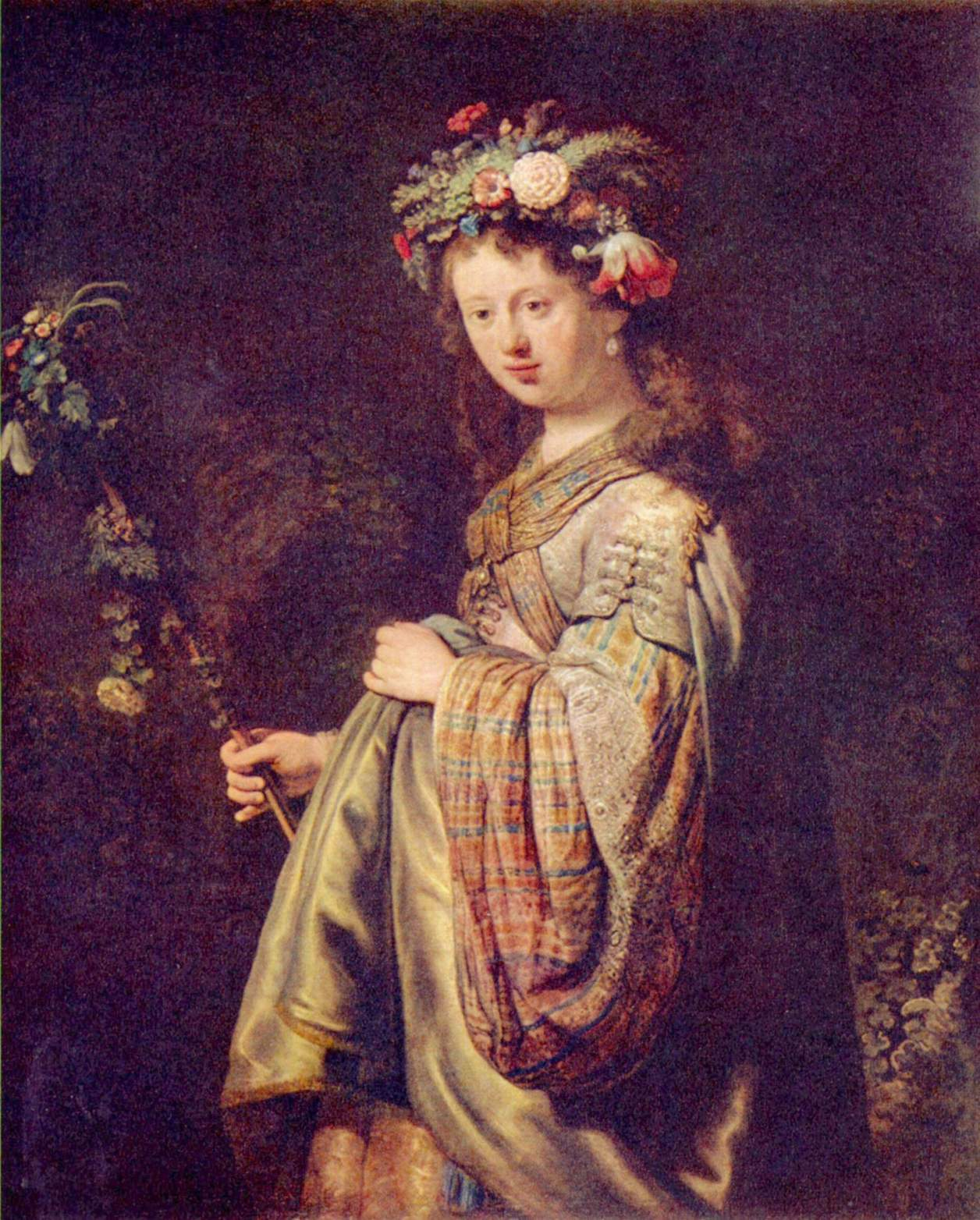
Saskia als Flora (1634), door Rembrandt van Rijn
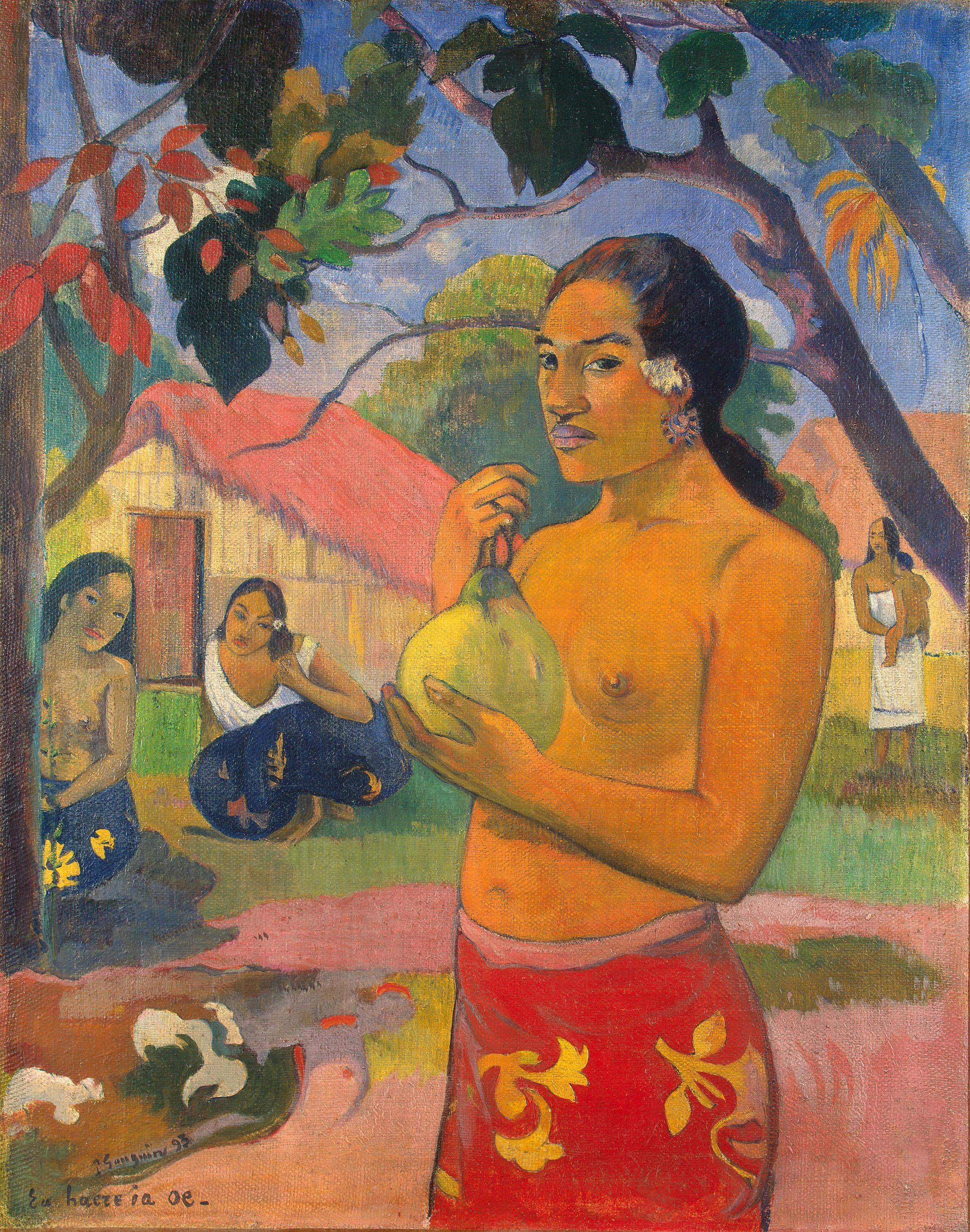
Vrouw met vrucht (1893), door Paul Gauguin

De Hermitage is dagelijks geopend, behalve op maandag, van 10:30 u tot 18:00 u; woensdag tot 21:00 u. Het museum sluit in vakanties en feestdagen om 17:00 u.
Het museum heeft diverse diensten, onder andere een restaurant, een café, informatiebalies, winkels, een theater en een educatief centrum.

## Gedragsregels voor het bezoek

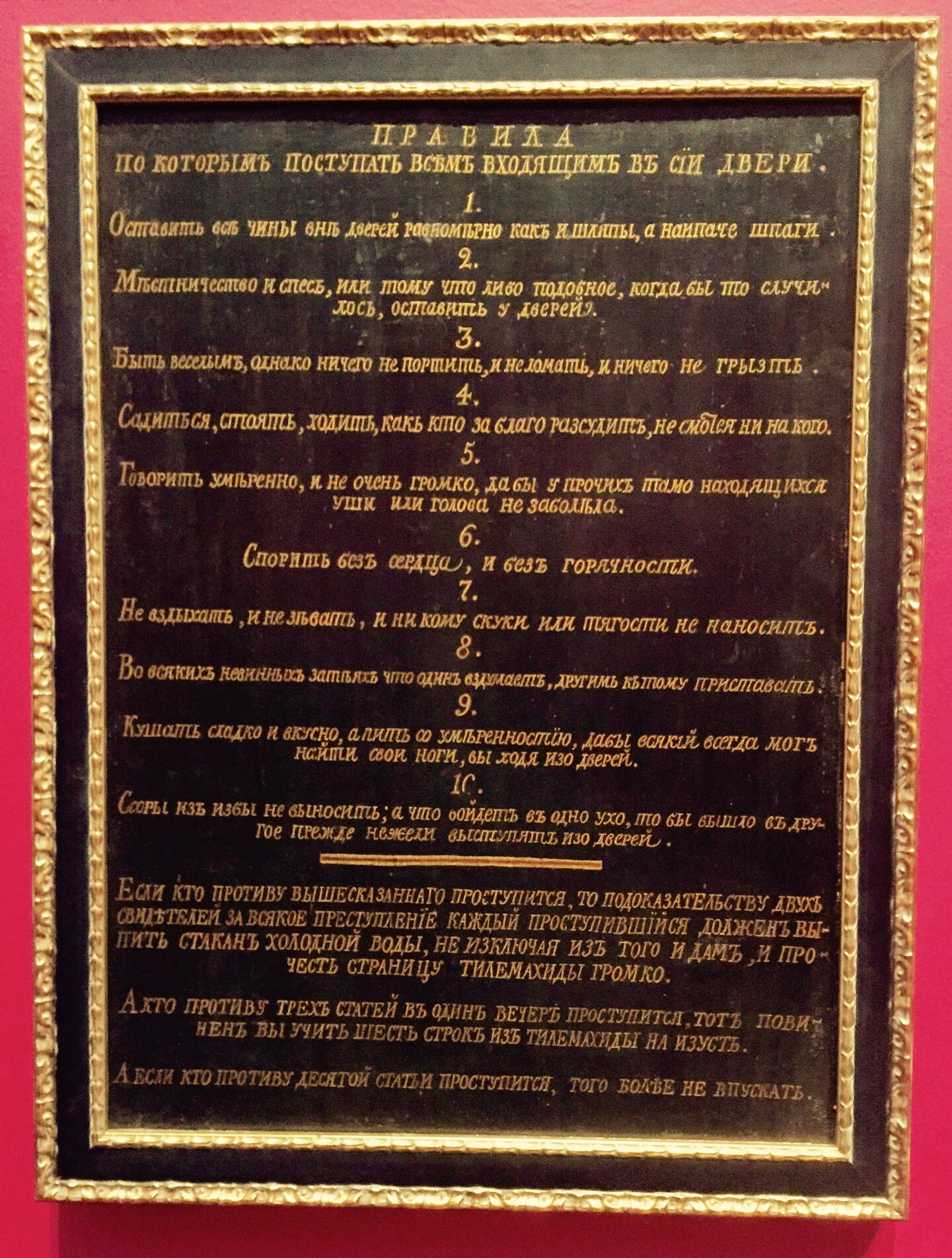
Gedragsregels Hermitage

In de Hermitage hing een bord met gedragsregels. Onder de kop:
REGELS DIE DIENEN TE WORDEN NAGELEEFD BIJ BINNENKOMST VAN DE HERMITAGE
stonden de volgende gedragsregels:
1. Bij binnenkomst titel en rang afzetten, zowel als de hoed en de degen.
2. Aanspraken gebaseerd op geboorteprivilege, arrogantie of andere soortgelijke sentimenten moeten ook bij de deur worden achtergelaten.
3. Wees vrolijk: echter, breek niets en bederf de pret niet.
4. Zit, sta, loop, doe waar u zin in hebt, zonder rekening te houden met anderen.
5. Praat niet te hard en niet te vaak, zodat u anderen niet tot last zult zijn.
6. Kibbel zonder boosheid en zonder vuur.
7. Vermijd zuchten en geeuwen, zodat u geen ennui uitstraalt of een ander verveling veroorzaakt.
8. Onschuldige spelletjes, voorgesteld door leden van het gezelschap moeten door de anderen worden aanvaard.
9. Eet langzaam en met smaak; drink met mate, zodat een ieder recht loopt bij vertrek.
10. Laat alle geschillen bij de deur; wat het ene oor ingaat, moet het andere uitgaan vóórdat u de drempel van de Hermitage passeert.

Op het overtreden stonden ook sancties:
Als een lid bovengenoemde regels schendt moet hij voor elke fout waarvan twee personen getuige zijn een glas water drinken (dames niet uitgezonderd), bovendien moet hij een pagina van de Telemachide (een gedicht van Tretjakov) voordragen.
Degene die gedurende één avond drie van deze artikelen schendt, moet zes regels van de Telemachide uit zijn hoofd leren.
En zelfs uitsluiting:
Hij die het tiende artikel overtreedt, mag nimmer meer de Hermitage betreden.

## Externe links

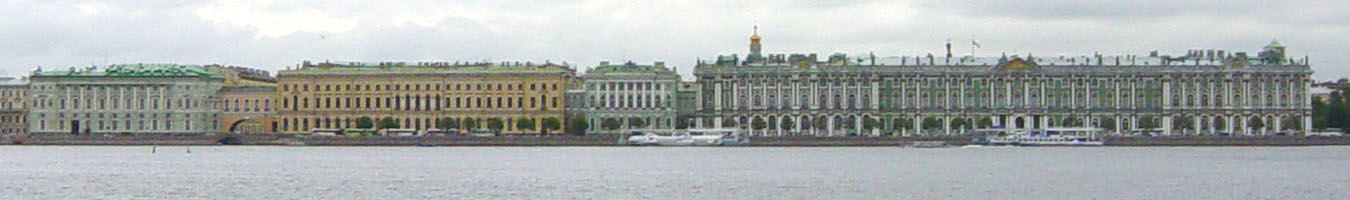
De Hermitage gezien vanaf de overkant van de Neva. Van links naar rechts: Hermitagetheater, Oude Hermitage, Kleine Hermitage en het Winterpaleis.